# Oludamola Osayomi
Oludamola Osayomi, född den 26 juni 1986 är en nigeriansk friidrottare som tävlar på 100 meter. 
Osayomi deltog vid Olympiska sommarspelen 2004 där hon var i final på 4 x 100 meter men laget slutade först sjua. Samma placering blev det vid VM 2005 då hon också var i final i stafett. 
Osayomi deltog även vid VM 2007 där hon gick vidare till finalen på 100 meter, men slutade där sist på tiden 11,26. 
Hon deltog tillsammans med Ene Franca Idoko, Halimat Ismaila och Gloria Kemasuode i det nigerianska stafettlag på 4 x 100 meter vid Olympiska sommarspelen 2008 som blev bronsmedaljörer efter Ryssland och Belgien. Vid samma mästerskap deltog hon även på 100 meter men blev utslagen i semifinalen.